# Людвигслюст
Людвигслюст (нем. Ludwigslust, бывш. Klenow) — город в Германии, в земле Мекленбург-Передняя Померания.

## История
Людвигслюст — сравнительно молодой город. В 1724 году принц Кристиан Людвиг, сын герцога Мекленбург-Шверинского, решил построить охотничью ложу вблизи хутора Кленов. Позже, когда он принял бразды правления мекленбургским государством, он проводил здесь большую часть своего времени и звал это место Людвигслюст («Радость Людвига»).
В 1765—1837 гг. Людвигслюст заменял Шверин в качестве столицы герцогства Мекленбург-Шверинского. В 1772—76 гг. в стиле позднего барокко был выстроен герцогский дворец с обширным парком, над устройством которого работал Петер Йозеф Ленне. Фактически герцоги Мекленбург-Шверинские проживали в Людвигслюсте до самого свержения в 1918 году.
Неподалёку от Людвигслюста находился нацистский концлагерь Веббелин.

## География
Входит в состав района Людвигслуст-Пархим. Население составляет 12319 человек (на 31 декабря 2010 года). Занимает площадь 78,30 км². Официальный код — 13 0 54 069. Подразделяется на 7 городских районов.

## Персоналии
- Мария Павловна Мекленбург-Шверинская — герцогиня Мекленбург-Шверинская, после замужества русская великая княгиня.
- Хиллман, Гюнтер (1919—1976) — немецкий биохимик.
- Генрих XXXVII Ройсс цу Кёстриц — немецкий военный деятель, генерал-лейтенант люфтваффе (1 апреля 1944).

## Галерея

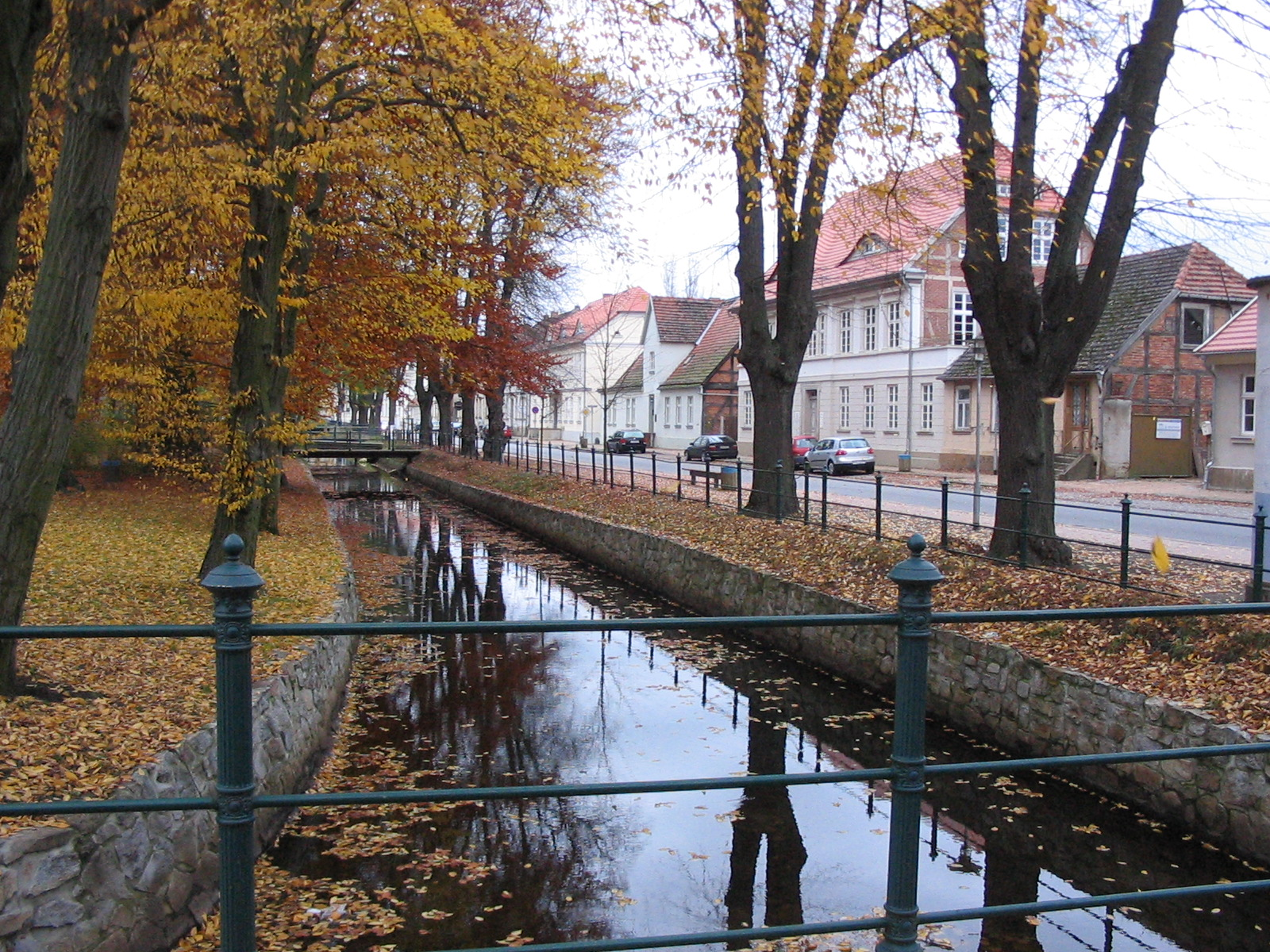
Людвигслюст
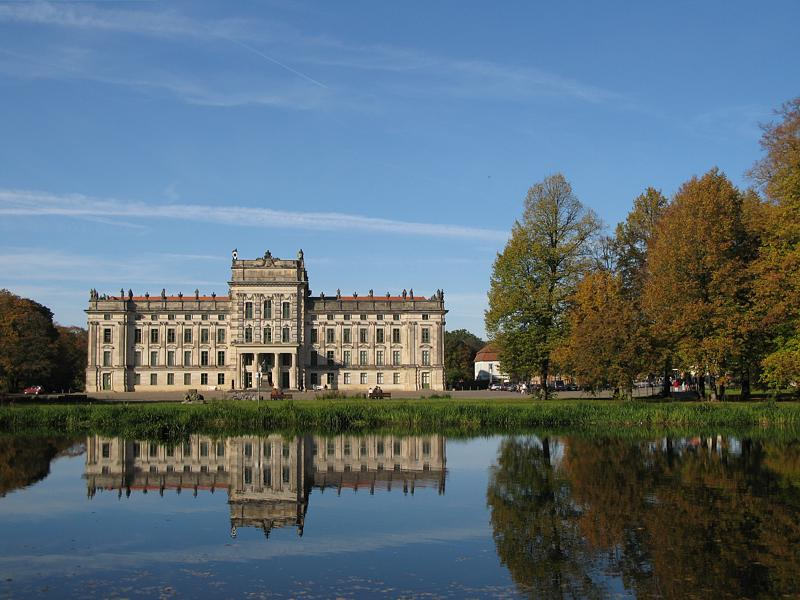
Дворец Людвигслюст
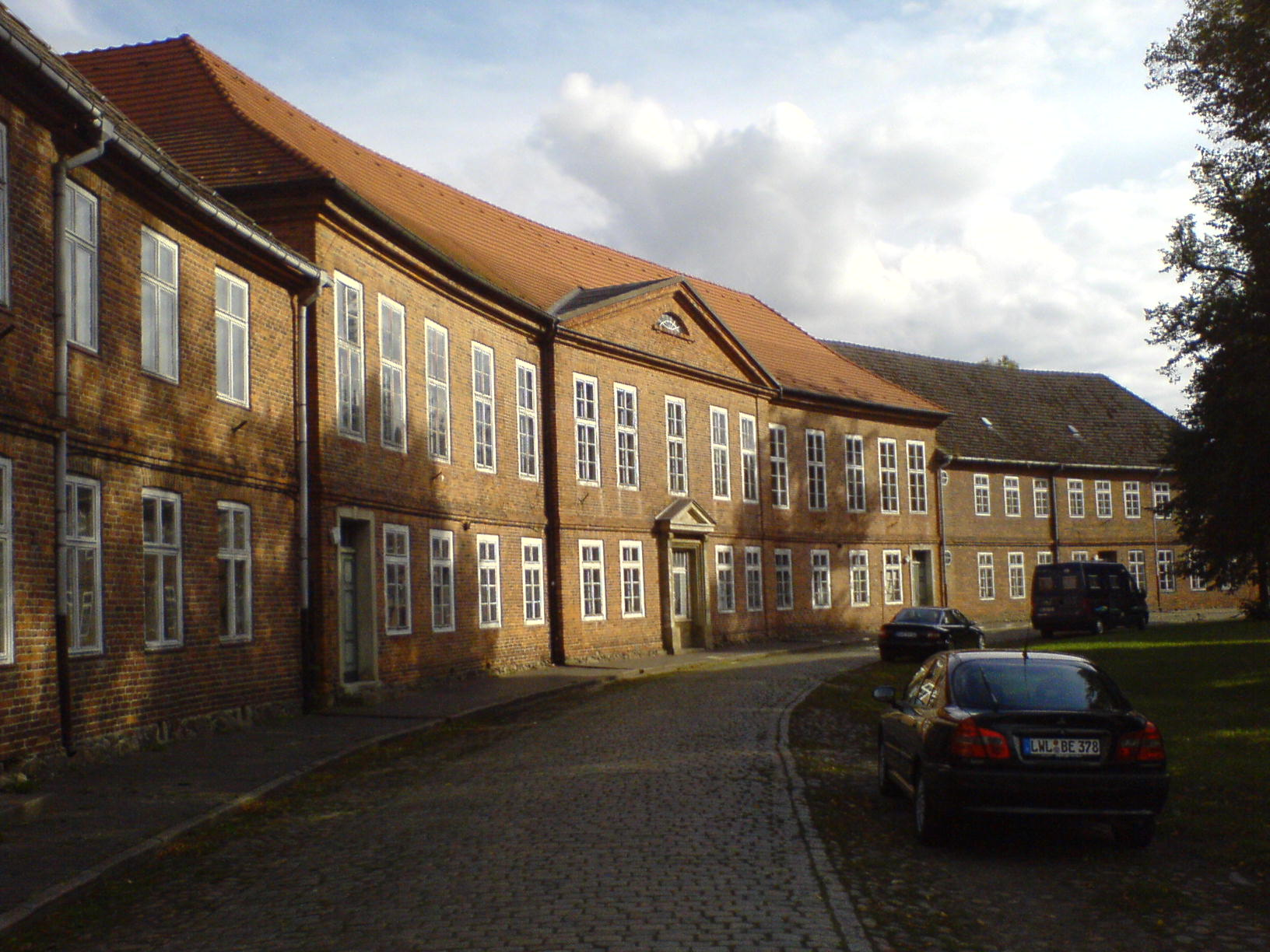
Дворец принца
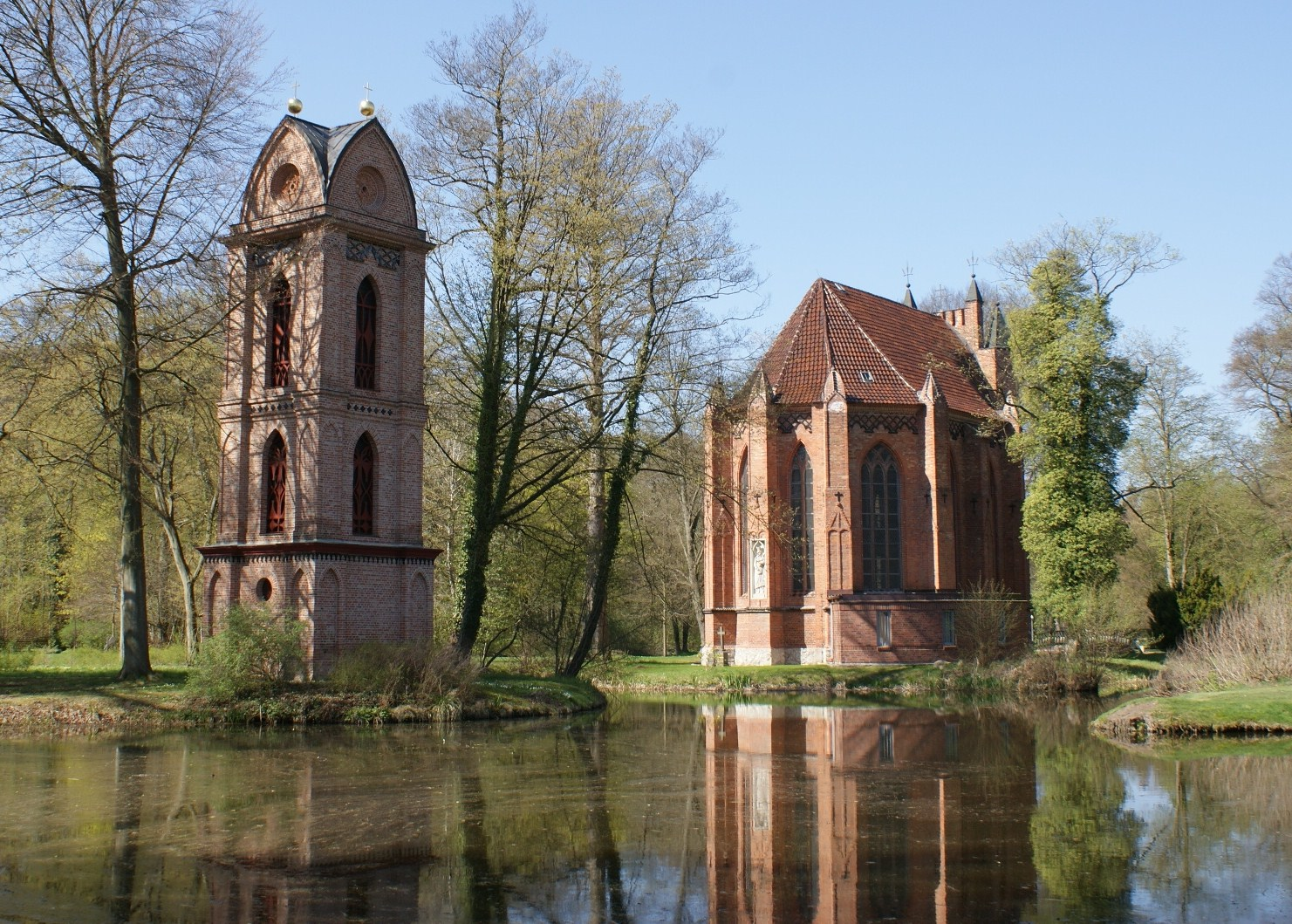
Католическая церковь
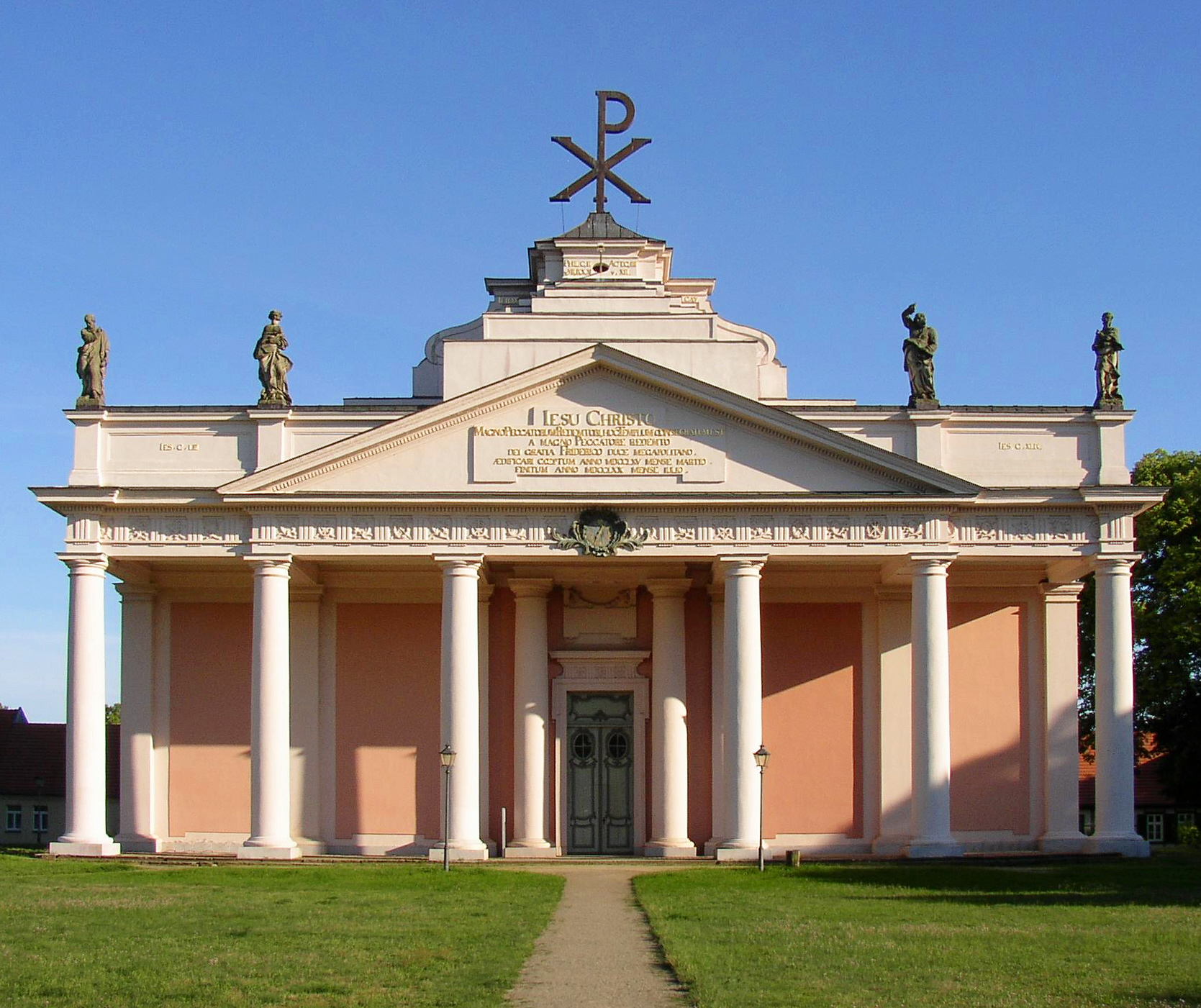
Церковь города